# Караагаш (Есильский район)
Караагаш (каз. Қараағаш) — село в Есильском районе Северо-Казахстанской области Казахстана. Входит в состав Заречного сельского округа. Код КАТО — 594245500.

## География
Расположено около озера Балыкты.

## История
Село основано в 1929 году на базе мелких окрестных аулов.

## Население
В 1999 году население села составляло 570 человек (282 мужчины и 288 женщин). По данным переписи 2009 года, в селе проживало 311 человек (158 мужчин и 153 женщины).